# Tony Hawk's Pro Skater HD
Tony Hawk's Pro Skater HD (abreviado como THPS HD) é o décimo sétimo jogo da franquia Tony Hawk's. O jogo foi desenvolvido pela Robomodo e publicado pela Activision. É um remake com gráficos de acordo com a sétima geração de consoles de mesa e com os níveis clássicos de Tony Hawk's Pro Skater e Tony Hawk's Pro Skater 2. Foi lançado para Xbox 360 via Xbox Live em 18 de Julho de 2012, no PlayStation 3 via PlayStation Network em 28 de Agosto de 2012, e para Microsoft Windows via Steam em 18 de Setembro de 2012. Uma DLC chamada Revert Pack foi liberada em 4 de Dezembro de 2012 contendo três níveis de Tony Hawk's Pro Skater 3 e incluindo personagens extras jogáveis.

## Skatistas
- Tony Hawk;
- Rodney Mullen;
- Eric Koston;
- Chris Cole;
- Nyjah Huston;
- Andrew Reynolds;
- Lyn-Z Adams Pastrana;
- Riley Hawk;
- Steve Caballero (via DLC);
- Geoff Rowley (via DLC);
- James Hetfield (via DLC);
- Robert Trujillo (via DLC).

### Secretos
- Officer Dick;
- Ollie the Magic Bum;
- Roberta, the Robomodo Mascot.

## Níveis
- Warehouse (THPS);
- School II (THPS2);
- Downhill Jam (THPS);
- Hangar (THPS2);
- Venice (THPS2);
- Mall (THPS);
- Marseilles (THPS2);
- Airport (THPS3) (via DLC);
- Canada (THPS3) (via DLC);
- Los Angeles (THPS3) (via DLC).

## Trilha sonora
- Anthrax apresentando Chuck D, "Bring the Noise";
- Bad Religion, "You";
- Consumed, "Heavy Metal Winner";
- Goldfinger, "Superman";
- Lagwagon, "May 16th";
- Millencolin, "No Cigar";
- Powerman 5000, "When Worlds Collide";
- Pigeon John, "The Bomb";
- Lateef the Truthspeaker, "We the People";
- Pegasuses-XL, "Marathon Mansion!";
- Apex Manor, "Teenage Blood";
- Telekinesis, "Please Ask for Help";
- El-P apresentando Trent Reznor, "Flyentology";
- Middle Class Rut, "USA";
- Metallica, "All Nightmare Long" (via DLC).